# Stenelo (figlio di Crotopo)
Stenelo (in greco antico: Σθένελος?, Sthénelos) o Stenela è un personaggio della mitologia greca. Fu l'undicesimo Re di Argo. Apparteneva alla stirpe degli Inachidi. Ricevette il trono da suo padre Crotopo e lo passò al figlio Gelanore.
Non va confuso con il suo omonimo Stenelo che regnò su Argo al tempo della guerra di Troia.